# Santa Rosa (Teksas)
Santa Rosa – miasto w Stanach Zjednoczonych, w stanie Teksas, w hrabstwie Cameron.